# عشق مرده (آلبوم کرلی)
عشق مرده (به انگلیسی: Love Is Dead) نخستین آلبوم استودیویی از هنرمند ضبط استونیایی، کرلی می‌باشد که در ۸ ژوئیهٔ سال ۲۰۰۸ از سوی آیلند رکوردز در ایالات متحده منتشر گردید.

## فهرست ترانه‌ها
| شماره | نام                   | نویسنده(ها)                         | تهیه‌کننده(گان) | مدت  |
| ----- | --------------------- | ----------------------------------- | -------------- | ---- |
| ۱.    | «عشق مرده»            | کرلی کویو دیوید موریس مایلز گریگوری | موریس          | ۴:۳۶ |
| ۲.    | «در آسمان‌ها سیر کردن» | کویو لستر مندز                      | مندز           | ۴:۲۷ |
| ۳.    | «آفرینش‌گر»            | کویو گای چیمبرز                     | چیمبرز         | ۳:۳۸ |
| ۴.    | «چیزی نمیخوام»        | کویو موریس                          | موریس          | ۳:۵۸ |
| ۵.    | «بالا بالا بالا»      | کویو موریس                          | موریس          | ۳:۲۶ |
| ۶.    | «ضدگلوله»             | کویو توماس هو                       | موریس          | ۵:۰۱ |
| ۷.    | «روز زیبا»            | کویو بنجی مدن جوئل مدن جیسن اپرسن   | مدن مدن اپرسان | ۳:۵۱ |
| ۸.    | «نمایش‌مورمور»         | کویو موریس ونسا بلی                 | موریس          | ۳:۱۲ |
| ۹.    | «اذیتم کن»            | کویو مندز                           | مندز           | ۳:۳۷ |
| ۱۰.   | «گریهٔ پروانه»         | کویو کریستر لیندر                   | ماتیاس وولو    | ۴:۳۹ |
| ۱۱.   | «پسر عجیب»            | کویو موریس                          | موریس          | ۳:۱۸ |
| ۱۲.   | «شکننده»              | کویو پیتر آگرن آندرس لنارتسون       | موریس          | ۴:۱۱ |

| آهنگ جایزهٔ آیتونز | آهنگ جایزهٔ آیتونز | آهنگ جایزهٔ آیتونز | آهنگ جایزهٔ آیتونز | آهنگ جایزهٔ آیتونز |
| شماره             | نام               | نویسنده(ها)       | تهیه‌کننده(گان)    | مدت               |
| ----------------- | ----------------- | ----------------- | ----------------- | ----------------- |
| ۱۳.               | «التیام»          | کویو موریس        | موریس             | ۶:۰۵              |

یادداشت
- «عشق مرده» از «عشق دیگر اینجا زندگی نمی‌کند» توسط رز رویس (مایلز گریگوری) نمونه‌برداری شده‌است.